# Бронзарт фон Шеллендорф, Ганс
Ганс Бронзарт фон Шеллендорф (нем. Hans Bronsart von Schellendorf; 11 февраля 1830, Берлин — 3 ноября 1913, Мюнхен) — немецкий пианист и композитор. Брат военачальников  Пауля Бронзарта фон Шеллендорфа и Вальтера Бронзарт фон Шеллендорфа.

## Биография
Окончил Берлинский университет, одновременно занимаясь музыкой под руководством Зигфрида Дена. В 1853—1857 гг. учился в Веймаре у Франца Листа, входил в его ближайшее окружение, в 1857 г. стал первым исполнителем его Второго концерта для фортепиано с оркестром, который Лист посвятил Бронзарту; по словам самого Листа, письма своему учителю часто подписывал «Ганс II», признавая своё второе место по отношению к Гансу фон Бюлову. В 1861 г. женился на также занимавшейся у Листа пианистке и композиторе Ингеборг Штарк. Гастролировал как пианист в Париже и Санкт-Петербурге.
В 1860—1862 гг. дирижёр оркестра Euterpe-Konzerte в Лейпциге. В 1865—1867 гг. возглавлял Берлинское общество друзей музыки, сменив на этом посту Ганса фон Бюлова, который высоко ценил Бронзарта как одну из наиболее значительных фигур веймарской композиторской школы. В 1867—1887 гг. генеральный директор Ганноверских королевских театров, в 1887—1895 гг. занимал аналогичную должность в Веймаре.
Среди произведений Бронзарта популярностью пользовались «Весенняя фантазия» (нем. Frühlings-Fantasie) для оркестра и фортепианный концерт (1873), входивший в репертуар фон Бюлова и записанный много позднее Майклом Понти. Ему принадлежат также опера «Корсар», две симфонии, фортепианное трио, различная фортепианная музыка.